# دانشگاه کشاورزی آتن
دانشگاه کشاورزی آتن (به لاتین: Agricultural University of Athens) یک دانشگاه در یونان است که در Athens Municipality واقع شده‌است.